# Jasper Schendelaar
Jasper Schendelaar (Alkmaar, 2 settembre 2000) è un calciatore olandese, portiere del PEC Zwolle.

## Caratteristiche tecniche
È un portiere longilineo che fa dell'altezza il suo punto di forza.

## Carriera

### Club
Cresciuto nel settore giovanile dell'AZ Alkmaar, non è mai riuscito a esordire in prima squadra. Disputa un campionato con la squadra riserve prima di approdare per una stagione in prestito al Telstar. Nel 2021 viene acquisito a parametro zero dal PEC Zwolle come secondo di Kōstas Lamprou. Con la squadra biancoblu raggiunge la promozione in Eredivisie.

### Nazionale
Vanta 33 presenze con le rappresentative giovanili olandesi. Viene convocato all’Europeo Under-21 in Romania e Georgia.

## Statistiche
Statistiche aggiornate al 3 giugno 2024.

### Presenze e reti nei club
| Stagione          | Squadra           | Campionato        | Campionato | Campionato | Coppe nazionali | Coppe nazionali | Coppe nazionali | Coppe continentali | Coppe continentali | Coppe continentali | Altre coppe | Altre coppe | Altre coppe | Totale | Totale | Totale |
| Stagione          | Squadra           | Comp              | Pres       | Reti       | Comp            | Pres            | Reti            | Comp               | Pres               | Reti               | Comp        | Pres        | Reti        | Pres   | Reti   |        |
| ----------------- | ----------------- | ----------------- | ---------- | ---------- | --------------- | --------------- | --------------- | ------------------ | ------------------ | ------------------ | ----------- | ----------- | ----------- | ------ | ------ | ------ |
| 2020-2021         | Telstar           | ED                | 36         | -55        | CO              | 1               | -3              |                    | -                  | -                  |             | -           | -           | 37     | -58    |        |
| 2021-2022         | PEC Zwolle        | ED                | 0          | 0          | CO              | 0               | 0               | -                  | -                  | -                  | -           | -           | -           | 0      | 0      |        |
| 2022-2023         | PEC Zwolle        | EED               | 37         | -39        | CO              | 0               | 0               |                    | -                  | -                  |             | -           | -           | 37     | -39    |        |
| 2023-2024         | PEC Zwolle        | ED                | 32         | -64        | CO              | 0               | 0               |                    | -                  | -                  |             | -           | -           | 32     | -64    |        |
| Totale PEC Zwolle | Totale PEC Zwolle | Totale PEC Zwolle | 69         | -103       |                 | 0               | 0               |                    | -                  | -                  |             | -           | -           | 69     | -103   |        |
| Totale carriera   | Totale carriera   | Totale carriera   | 105        | -158       |                 | 1               | -3              |                    | -                  | -                  |             | -           | -           | 106    | -161   |        |

### Cronologia presenze e reti in nazionale
| Cronologia completa delle presenze e delle reti in nazionale ― Paesi Bassi under 21 | Cronologia completa delle presenze e delle reti in nazionale ― Paesi Bassi under 21 | Cronologia completa delle presenze e delle reti in nazionale ― Paesi Bassi under 21 | Cronologia completa delle presenze e delle reti in nazionale ― Paesi Bassi under 21 | Cronologia completa delle presenze e delle reti in nazionale ― Paesi Bassi under 21 | Cronologia completa delle presenze e delle reti in nazionale ― Paesi Bassi under 21 | Cronologia completa delle presenze e delle reti in nazionale ― Paesi Bassi under 21 | Cronologia completa delle presenze e delle reti in nazionale ― Paesi Bassi under 21 |
| Data                                                                                | Città                                                                               | In casa                                                                             | Risultato                                                                           | Ospiti                                                                              | Competizione                                                                        | Reti                                                                                | Note                                                                                |
| ----------------------------------------------------------------------------------- | ----------------------------------------------------------------------------------- | ----------------------------------------------------------------------------------- | ----------------------------------------------------------------------------------- | ----------------------------------------------------------------------------------- | ----------------------------------------------------------------------------------- | ----------------------------------------------------------------------------------- | ----------------------------------------------------------------------------------- |
| 27-3-2023                                                                           | San Pedro del Pinatar                                                               | Paesi Bassi under 21                                                                | 1 – 1                                                                               | Rep. Ceca under 21                                                                  | Amichevole                                                                          | -1                                                                                  |                                                                                     |
| Totale                                                                              |                                                                                     | Presenze                                                                            | 1                                                                                   |                                                                                     | Reti                                                                                | -1                                                                                  |                                                                                     |